# Canadian Championship 2013
De Canadian Championship 2013 was een voetbalcompetitie die plaatsvond in Montreal, Toronto, Vancouver en Edmonton in 2013. De deelnemende teams waren Montreal Impact, Toronto FC, Vancouver Whitecaps en FC Edmonton. Het toernooi bestaat uit een halve finale die over twee wedstrijden wordt gespeeld; de winnaars van de halve finales plaatsten zich voor de finale die ook over twee wedstrijden wordt gespeeld. De winnaar plaatste zich voor de groepsfase van de CONCACAF Champions League 2013/14.
In de finale-wedstrijden speelden Montreal Impact en Vancouver Whitecaps FC twee keer gelijk. Op basis van de gescoorde doelpunten in de uitwedstrijd veroverde Montreal Impact de titel.

## Wedstrijden

### Halve finales

#### Eerste wedstrijd
|                         |                  |         |                                     |                                                                                    |
| 24 april 2013 19:45 EST | FC Edmonton      | 2–3     | Vancouver Whitecaps                 | Commonwealth Stadium, Edmonton Toeschouwers: 2.838 Scheidsrechter: Silviu Petrescu |
| 24 april 2013 19:45 EST | Cox 8' Nurse 28' | Verslag | Camilo 5', 83' (pen.) Heinemann 89' | Commonwealth Stadium, Edmonton Toeschouwers: 2.838 Scheidsrechter: Silviu Petrescu |

|                         |                        |         |                 |                                                                            |
| 24 april 2013 20:00 EST | Toronto FC             | 2–0     | Montreal Impact | BMO Field, Toronto, Ontario Toeschouwers: 11.043 Scheidsrechter: Paul Ward |
| 24 april 2013 20:00 EST | Henry 49' Wiedeman 81' | Verslag |                 | BMO Field, Toronto, Ontario Toeschouwers: 11.043 Scheidsrechter: Paul Ward |

#### Tweede wedstrijd
|                  |                              |         |             |                                                                               |
| 1 mei 2013 19:45 | Vancouver Whitecaps FC       | 2–0     | FC Edmonton | BC Place Stadium, Vancouver Toeschouwers: 14.892 Scheidsrechter: Geoff Gamble |
| 1 mei 2013 19:45 | Hertzog 58' Saiko 67' (e.d.) | Verslag | LeRoy 51'   | BC Place Stadium, Vancouver Toeschouwers: 14.892 Scheidsrechter: Geoff Gamble |

|                  |                                                                               |         |                     |                                                                                  |
| 1 mei 2013 19:45 | Montreal Impact                                                               | 6–0     | Toronto FC          | Stade Saputo, Montreal, Quebec Toeschouwers: 14.931 Scheidsrechter: Drew Fischer |
| 1 mei 2013 19:45 | Mapp 24' Maxim Tissot 25' Paponi 33' Di Vaio 44', 90' Romero 61' Wenger 90+4' | Verslag | Henry 14' Lambe 17' | Stade Saputo, Montreal, Quebec Toeschouwers: 14.931 Scheidsrechter: Drew Fischer |

### Finale

#### Eerste wedstrijd
|                       |                 |     |                        |                                                                |
| 15 mei 2012 19:30 EDT | Montreal Impact | 0–0 | Vancouver Whitecaps FC | Stade Saputo, Montreal, Quebec Scheidsrechter: Silviu Petrescu |
| 15 mei 2012 19:30 EDT |                 |     |                        | Stade Saputo, Montreal, Quebec Scheidsrechter: Silviu Petrescu |

#### Tweede wedstrijd
|                       |                         |     |                           |                                                                               |
| 29 mei 2012 22:00 EDT | Vancouver Whitecaps FC  | 2–2 | Montreal Impact           | BC Place Stadium, Vancouver Toeschouwers: 18.183 Scheidsrechter: Drew Fischer |
| 29 mei 2012 22:00 EDT | Camilo 4' Kobayashi 69' |     | Camara 6', 84' Felipe 49' | BC Place Stadium, Vancouver Toeschouwers: 18.183 Scheidsrechter: Drew Fischer |